# Open Library Foundation
Die Open Library Foundation (OLF) wurde am 9. September 2016 durch das Unternehmen EBSCO und die Community der Open Library Environment gegründet mit dem Ziel der Unterstützung und Entwicklung von Open-Source-Software im Bibliotheksbereich. Initialzündung des Projekts war die Entstehung des Folio-Projekts, wobei die Foundation seit ihrer Gründung auch die Open-Source-Projekte Open Library Environment und Global Open Knowledgebase (GOKb) weiterentwickelt.
Programmcode in Projekten der Open Library Foundation wird unter Apache-Lizenz 2.0 veröffentlicht.
Mitglied der Open Library Foundation können Institutionen, Organisationen, Unternehmen und Individuen werden. Die OLF-Mitglieder sowie Teilnehmer an ihren Projekten vernetzen sich u. a. auf einer WOLFCon (World Open Library Foundation Conference) genannten Konferenz.